# Jean-Baptiste le Rond d’Alembert

Jean Baptiste le Rond d’Alembert, Porträt von Maurice Quentin de La Tour, 1753

Jean-Baptiste le Rond d’Alembert, ['ʒɑ̃ ba'tist lə ʁɔ̃ dalɑ̃'bɛːʁ] (* 16. November 1717 in Paris; † 29. Oktober 1783 ebenda) war ein französischer Mathematiker, Physiker und ein Philosoph der Aufklärung. Gemeinsam mit Denis Diderot war er Herausgeber der Encyclopédie.

## Leben und Wirken

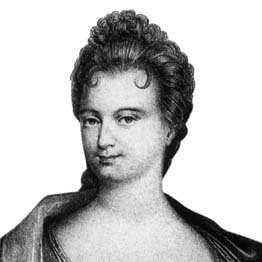
Seine leibliche Mutter Claudine Guérin de Tencin

D’Alembert war der außereheliche Sohn von Herzog Leopold Philipp von Arenberg (1690–1754) und Claudine Guérin de Tencin (1682–1749), die sich als „Salonnière“ einen Namen machte. Seine Mutter ließ ihn auf den Stufen der nördlichen Seitenkapelle St-Jean-le-Rond der Kathedrale Notre-Dame de Paris aussetzen. Pierre Guérin de Tencin war ein Onkel, der als römisch-katholischer Kardinal zunächst Erzbischof von Embrun, später von Lyon war.
D’Alembert wurde auf Betreiben des Generals Louis Camus Destouches von Madame Rousseau, geborene Etiennette Gabrielle Ponthieux (ca. 1683–1775), der Frau des Glasermeisters Alexandre Nicolas Rousseau, als Findelkind adoptiert; er blieb dort bis zum Alter von 48 Jahren. Der leibliche Vater ermöglichte ihm jedoch eine umfassende Erziehung und Ausbildung.
Mit zwölf Jahren trat er in das Collège des Quatre-Nations ein und schloss es 1735 mit dem baccalauréat en arts ab. Später schrieb er sich an der École de Droit unter dem Familiennamen Daremberg ein, den er später in d’Alembert änderte. Er studierte zuerst Rechtswissenschaft, dann Medizin, ehe er sich endgültig autodidaktisch der Mathematik und Physik zuwandte. Sein mathematisches Hauptwerk waren seine Opuscules mathématiques in neun Bänden. D’Alembert interessierte sich unter anderem auch für Musik. Er veröffentlichte 1752 die Éléments de la musique théorique et pratique („Elemente der theoretischen und praktischen Musik“) und zwei Jahre später Réflexions sur la musique en général et sur la musique française en particulier („Überlegungen zur Musik im Allgemeinen und zur französischen Musik im Besonderen“).
Seine Bekanntheit verschaffte ihm Zugang zu den literarischen Salons. Er war Stammgast bei der Marquise du Deffand und bei Julie de Lespinasse, mit der er von 1764 an zusammenlebte. Dort lernte er Nicolas de Condorcet und David Hume kennen.
D’Alembert war gemeinsam mit Denis Diderot Herausgeber der Encyclopédie, des monumentalen Werks im Zeitalter der Aufklärung. Der Buchhändler André Le Breton hatte ihn und Diderot beauftragt, die Cyclopaedia von Ephraim Chambers zu übersetzen. Daraus entwickelte sich das Projekt der Encyclopédie, das sehr aktiv von Voltaire unterstützt wurde. Mit ihm schloss er eine enge Freundschaft, die durch eine rege Korrespondenz (siehe: Voltaires Korrespondenz) unterhalten wurde.
Seine Beiträge zur Encyclopédie, die zwischen 1751 und 1780 erschien, waren vielfältig. Er schrieb den Discours préliminaire im ersten Band, eine Art „Manifest der Aufklärung“, das ihn weltberühmt machte. Außerdem verfasste er für das Werk mehr als 1.700 enzyklopädische Artikel, überwiegend aus dem Bereich der Naturwissenschaften. Er war es auch, der durch polemische Vorworte und wichtige Artikel wie Dictionnaire oder Genève (Genf) die ideologische Richtung des Werkes vorgab.
D’Alembert führte Briefverkehr auch mit Herrschern des aufgeklärten Absolutismus wie König Friedrich II. von Preußen und der russischen Kaiserin Katharina II. Doch sein Misstrauen gegenüber den Herrschenden war immer wach. In seinem Essai sur la société des gens de lettres et des grands („Essay über die Gesellschaft der Literaten und der Großen“) von 1759 ruft er die Intellektuellen auf, sich von ihrer erniedrigenden Rolle als Höflinge der adligen Mäzene zu befreien. D’Alembert war auch ein glänzender Tacitus-Übersetzer. Er war sowohl Mitglied bzw. Ehrenmitglied der Kaiserlichen Akademie der Wissenschaften und Künste (St. Petersburg, 1764), der Königlichen Akademie der Wissenschaften (Berlin), der American Academy of Arts and Sciences (Cambridge, 1781), der Académie des sciences als auch der Académie française (beide Paris), deren Generalsekretär auf Lebenszeit er 1772 wurde.
Er war Mitglied der Pariser Freimaurerloge Les Neuf Sœurs.
D’Alembert starb am 29. Oktober 1783 im Alter von 65 Jahren an den Folgen einer Harnblasenkrankheit.
1970 wurden ein Mondkrater sowie 1988 der Asteroid (5956) D’Alembert nach ihm benannt.

## D’Alembertsches Prinzip
Nach ihm ist das d’Alembertsche Prinzip der Mechanik benannt. Das d’Alembertsche Prinzip der klassischen Mechanik erlaubt die Aufstellung der Bewegungsgleichungen eines mechanischen Systems mit Zwangsbedingungen.
Er arbeitete auf dem Gebiet der Funktionentheorie, löste 1747 die heute nach ihm benannte (eindimensionale) Wellengleichung der schwingenden Saite und wurde so der Begründer der mathematischen Kontinuumsphysik. Ebenso geht der d’Alembertsche Operator auf ihn zurück, mit dem sich die Wellengleichung besonders kompakt schreiben lässt. D’Alembert arbeitete auch auf dem Gebiet der Konvergenz von Reihen und fand das Quotientenkriterium, das nach ihm auch „d’alembertsches Konvergenzkriterium“ genannt wird. Wichtig ist hierbei das Reduktionsverfahren von d’Alembert. Weitere Arbeiten galten der Wahrscheinlichkeitstheorie. Ein populäres, freilich unbrauchbares Spielsystem für das Roulettespiel, die Progression d’Alembert, wird ihm zugeschrieben.

## D’Alembert und Friedrich II.
Mit Friedrich II. von Preußen stand er seit dem Jahre 1746 in Briefkontakt; dabei war die Initiative zum postalischen Gedankenaustausch von d’Alembert ausgegangen. Anlass hierzu gab das von der Königlichen Akademie der Wissenschaften ausgesetzte Preisausschreiben, zu dem d’Alembert die Schrift Réflexions sur la cause générale des vents verfasste. Mit ihr war er auch bestrebt, in die Berliner Akademie als Mitglied aufgenommen zu werden. Pierre Louis Moreau de Maupertuis beriet ihn bei seinem Vorhaben, und so verfasste er zu seiner Schrift in lateinischer Sprache ein Widmungsgedicht an den preußischen König. Doch blieb die direkte Antwort Friedrichs II. aus, vielmehr antwortete an dessen statt Jean-Baptiste Boyer d’Argens. Als d’Alembert im Jahre 1751 seinen Discours préliminaire de l'Encyclopédie publiziert hatte, wurde Friedrich II. auf ihn aufmerksam. Der preußische König bot d’Alembert eine Position als Präsident der Königlichen Akademie der Wissenschaften an, und obgleich d’Alembert zeitweise daran dachte, seinen Lebensmittelpunkt nach Preußen zu verlegen, lehnte er das Angebot schließlich ab. Für sein von Friedrich sehr hochgeschätztes Lebenswerk erhielt d‘Alembert dennoch ab 1754 eine preußische Pension von 1.200 Livres.
Im Sommer des Jahres 1763 reiste d’Alembert zu einem dreimonatigen Aufenthalt auf Schloss Sanssouci. Während seines Aufenthalts in Potsdam besuchte er Leonhard Euler in Berlin, der 1741 von Friedrich II. an die Königliche Akademie der Wissenschaften berufen worden war. In seinem Verhältnis zu Friedrich II. unterschied sich d’Alembert von Denis Diderot, der spätestens seit dem Siebenjährigen Krieg eine Antipathie gegen den preußischen Staat und dessen Monarchen hegte.

## D’Alembert und Denis Diderot
Zum Ende des Jahres 1757 und Anfang 1758 erlebte die Encyclopédie unter der Herausgabe von Denis Diderot und d’Alembert eine schwere Krise. Ursache hierfür waren die von d’Alembert nach Anregung von Voltaire verfassten Artikel über die Stadt Genf. Der Eintrag zog umfangreiche Diskussionen und zahlreiche Protestbriefe nach sich und entzweite die zum Teil schon angestrengte Beziehung beider Herausgeber schließlich.

## Werke
- Sur la destruction des Jésuites en France, par un auteur désintéressé. Edinburgh 1765. (Digitalisat)
- Oeuvres. Paris 1821– (Digitalisat: Band 1, Band 2, Band 4)
- Condorcet: Oeuvres de d’Alembert. Sa vie – ses oeuvres – sa philosophie. Didier, Paris 1853 (Digitalisat)
- Einleitung zur Enzyklopädie. Hrsg. von Günther Mensching. (= Philosophische Bibliothek, Band 473). Meiner, Hamburg 1997, ISBN 3-7873-1188-2.
- Mémoire sur le calcul intégral. (1739).
- Traité de dynamique. (1743 oder 1758)
- Traité de l’équilibre et du mouvement des fluides : pour servir de suite au Traité de dynamique. (1744).
- Réflexions sur la cause générale des vents. (1747, Paris, David l'aîné)
- Recherches sur les cordes vibrantes. (1747).
- Recherches sur la précession des équinoxes et sur la nutation de l’axe de la terre. (1749).
- Discours préliminaire de l’Encyclopédie (1751)
- Éléments de musique. (1752).
- Mélanges de littérature et de philosophie. (2. Teil 1753, 5. Teil 1759–1767)
- Essai sur les éléments de philosophie. (1759).
- Éloges lus dans les séances publiques de l’Académie française. (1779).
- Opuscules mathématiques. (8 Teile, 1761–1780)
- Œuvres complètes. Éditions CNRS, 2002, ISBN 2-271-06013-3.
- Correspondance avec Frédéric le Grand. Herausgegeben von Johann D. E. Preuss. Decker, Berlin 1854.
- Inventaire analytique de la correspondance 1741–1783 Éd. de Irène Passeron, CNRS éditions, 2009.

## Ehrungen
1824 erschien in einer Reihe von Medaillen zum Gedenken französischer Staatsmänner auch eine für d’Alembert.

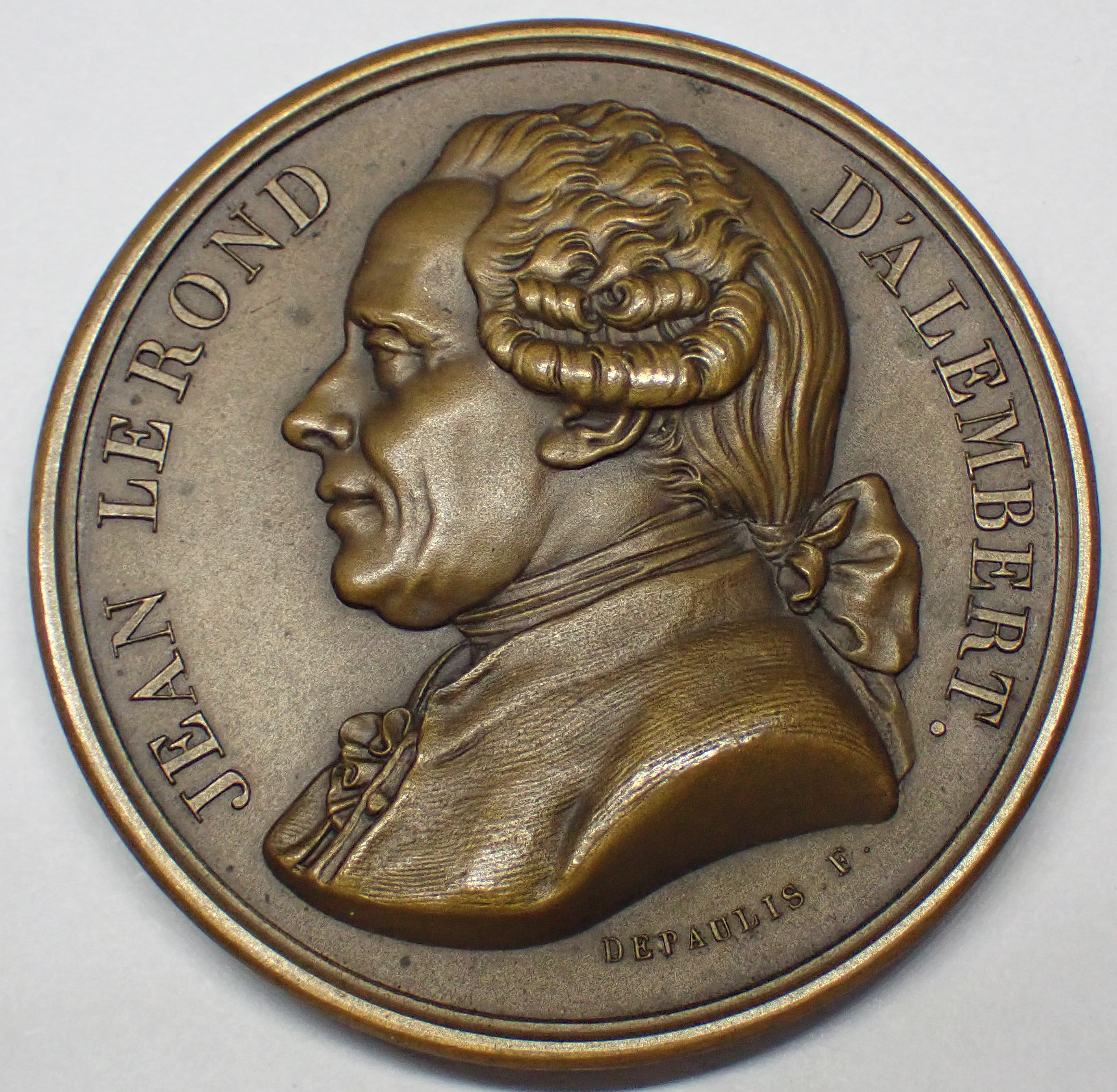
Französische Medaille für d’Alembert aus dem Jahr 1824